# Jim Brass
James "Jim" Brass es un personaje de ficción encarnado por Paul Guilfoyle de la serie de televisión CSI: Crime Scene Investigation, emitida por la cadena CBS. "Jim" es el Jefe de Homicidios del Departamento de Policía de Las Vegas. Ha aparecido en todos los episodios de la serie, excepto en "Felonious Monk" de la segunda temporada, "Gum Drops" y "The Unusual Suspect" de la sexta temporada y "Leaving Las Vegas" de la séptima temporada.

## Biografía
En la escuela secundaria, se alistó en el Cuerpo de Marines de los Estados Unidos y realizó dos viajes de servicio a la Guerra de Vietnam. Estudió en la Seton Hall University, donde se licenció en Historia. Después de la guerra, se unió a la Policía de Newark. Brass pasó 20 años pavimentando su camino a Detective de Homicidios en Nueva Jersey, aunque antes de convertirse en uno, fue asignado a la Unidad de Vicios. En su estadía en Vicios, trabajó duramente para limpiar el departamento, ganándose la enemistad de muchos de sus antiguos compañeros. Brass, bajo tensión, bebía constantemente para calmar su estrés, ocultando el olor del trago en su aliento con gotas para la tos. Mientras su esposa Nancy estaba teniendo una aventura con el policía de Vicios Mike O'Toole, Brass estaba ocupado manteniendo su propio affair con otro miembro del escuadrón de Vicios, la policía Annie Kramer, que más tarde se trasladó a Los Ángeles al ser ascendida a Capitán. Los reclamos de Jim frente al fracaso de su matrimonio eran para Nancy, sin admitir culpabilidad, lo que finalmente expresó como que simplemente necesitaba una salida. Finalmente, fue transferido fuera de Nueva Jersey en la década del '90, y llegó a la Unidad de Las Vegas. Dirigió al depertamento CSI como un administrador más que como un investigador. Se muestra a Jim como un tipo que confía en el equipo, declaró en una oportunidad que le gustaría que Grissom sea el hombre a cargo para investigar su asesinato. Brass le dio un poder a Grissom de derechos por si algo le ocurriera, que resultó útil cuando Gil tuvo que elegir en seguir adelante en una arriesgada operación que finalmente le salvaría la vida, tras ser herido de un disparo en acción.
Brass solía tener el trabajo de Grissom como supervisor del equipo CSI. Luego que la joven CSI Holly Gribbs fuera asesinada en su primer día e campo, perdió su posición y fue transferido a Detective de Homicidios, donde ayuda al equipo CSI como fuerza legal, haciendo las detenciones e interrogatorios de los sospechosos. Como policía, es él quien toma la iniciativa de tomar su arma y enfrentar a los delincuentes, y se enfada cuando un CSI intenta arriesgarse a ese tipo de cosas peligrosas, como la detención de sospechosos con sus propias manos. Asimismo, se ofusca constantemente con Grissom por no llevar su arma de fuego a las escenas del crimen, incluso en situaciones calmadas.
Vivió una situación muy tensa junto a la detective Sofia Curtis, cuando accidentalmente un miembro de la policía disparó a otro oficial en un tiroteo con unos delincuentes. Luego de los análisis forenses, se descubrió que fue Jim quien realizó el infortunado disparo, en desmedro de la otra sospechosa, Sofia. Brass, visiblemente arrepentido y con la culpa asumida, se dirigió al funeral del oficial caído, a pesar de las miradas acusadoras del resto de los policías que repudiaron la acción. A pesar de todo, la viuda, muy emocionada y con mucha sinceridad se acercó a Brass y le confesó que no sentía rencor, porque sabía que no había sido su culpa.
Brass tiene una hija distanciada, Ellie Rebecca Brass (Nicki Aycox),  que no es biológicamente suya (ella no lo sabe), como le explica a Warrick. De hecho, el padre biológico de Ellie es el policía de Vicios en Nueva Jersey Mike O'Toole. Ellie Brass, trabaja como prostituta en Los Ángeles, a la profunda decepción de su padre. A pesar de su comportamiento rebelde, Brass todavía la ama profundamente, y guarda una imagen en su oficina de ella cuando era niña. Cuando descubre que ella está involucrada en el mundo de las drogas, decide quedarse al margen, hasta que ella se limpia, pero su relación sigue siendo difícil y tensa. Cuando Brass es disparado por William Cutler, un sospechoso de triple homicidio, estando en el hospital en estado crítico, recibe la visita de Ellie, pero ella parece más preocupada por la posibilidad de beneficiarse con la pensión de su padre, que por el estado de salud de él. Probablemente, es por eso que Brass le otorgó el poder de decisión a Grissom, que luego le salvaría la vida optando por extraer la bala de su cuerpo en cirugía. Luego de haber sido operado, se ve cómo Brass está rodeado por su familia: el turno de noche del equipo CSI, que velaba por él para superar esta terrible experiencia. Posteriormente, se ve a Jim en un salón de tatuajes, tatuándose bajo la cicatriz de la herida dejada por la bala, la fecha de aquel suceso, 11 de mayo de 2006, fecha donde fue estrenado el capítulo.
Las últimas palabras de Brass para Warrick fueron "I hope you remember how lucky you are" ("Espero que te acuerdes de lo afortunado que eres"),  posteriormente se muestra visiblemente afectado por la culpa por haber dicho estas palabras.